# Саїк Олег Романович
Олег Романович Саїк (22 грудня 1970, с. Чернелів-Руський, Тернопільська область — 16 грудня 2022, біля с-ща Спірне, Донецька область) — український військовослужбовець, старший солдат 10 ОГШБр Збройних сил України, учасник російсько-української війни. Кавалер ордена «За мужність» III ступеня (2023, посмертно).

## Життєпис
Олег Саїк народився 22 грудня 1970 року в селі Чернелові-Руському, нині Байковецької громади Тернопільського району Тернопільської области України.
Мав середню спеціальну освіту, працював трактористом та будівельником.
Під час повномасштабного російського вторгнення в Україну служив стрільцем-помічником гранатометника 10-ї окремої гірсько-штурмової бригади. Загинув 16 грудня 2022 року біля с-ща Спірне на Донеччині.
Похований 30 грудня 2022 року в родинному селі.
Залишилися мама, дружина та чотири доньки.

## Нагороди
- орден «За мужність» III ступеня (6 червня 2023, посмертно) — за особисту мужність, виявлену у захисті державного суверенітету та територіальної цілісності України, самовіддане виконання військового обов'язку[1].